# Fort (De Wolden)
Fort is een buurtschap ten zuiden van Zuidwolde en is in het begin van de 19e eeuw gesticht. Het is nu onderdeel van de gemeente De Wolden in de Nederlandse provincie Drenthe. Fort heeft als enige voorziening een dorpshuis ("De Snikke", sinds 1976). Ook is er vanaf 1927 een basisschool met speeltuin ("De vaarboom"), die echter wegens te weinig leerlingen sinds 2015 niet meer als zodanig in gebruik is. Dorpsfeest het "Fortigerfeest" wordt elk jaar in het eerste weekend van juli gehouden.

## Herkomst van de naam
Over de achtergrond van de naam bestaat onduidelijkheid. Zeker is echter dat de naam overeenkomt met de naam van de verveningboerderij 'Het Fort'. Op topografische kaarten van rond 1850 is deze boerderij ingetekend. In de loop van de negentiende eeuw wordt het systeem van wijken (sloten om turf af te voeren) steeds verder ontwikkeld en neemt de bebouwing langzaam maar zeker toe. Op een kaart van rond 1900 is Het Fort inmiddels verbasterd tot Fort.

Een andere verklaring is dat de naam een afgeleide is van voorde dat verwijst naar een doorwaadbare plaats in het riviertje de Reest.

## Bezienswaardigheden
- Beeld uit 1997, getiteld Vader en Zoon door Marijke Ravenswaay-Deege.